# Daniel Vilches Arroyo
Daniel Vilches Arroyo (12 de octubre de 1978 en Madrid) es un jugador de fútbol americano en el equipo de Osos de Madrid (Rivas-Vaciamadrid) perteneciente a la Liga Nacional de Fútbol Americano (LNFA). Juega en la posición de tight end con la camiseta 80.